# Théorie unifiée de la croissance
La théorie unifiée de la croissance est une théorie de la croissance économique qui explique la croissance par l'augmentation du capital humain. Elle est parfois considérée comme une théorie de la croissance endogène. Créé par Oded Galor en 2011, et fait partie des plus récentes tentatives d'explication endogène de la croissance.

## Histoire
La théorie unifiée de la croissance est proposée par Oded Galor en 2005, sur la base de plusieurs travaux antérieurs rédigés par plusieurs économistes. Il cherche à synthétiser les théories de la croissance en se basant sur des données empiriques. Galor conçoit la croissance économique par étapes successives, à l'instar de Walt Whitman Rostow ou encore Angus Maddison. Si la théorie peut être qualifiée d'endogène, car la croissance de long terme est explicable par les variables du système économique, cette théorie vise à dépasser le cadre des théories de la croissance endogène.

## Théorie
La théorie de la croissance unifiée se base sur une analyse de l'évolution du capital humain, c'est-à-dire de l'enrichissement radical du facteur travail, autour de la Révolution industrielle. En tant qu'elle s'intéresse à l'histoire longue, aux grands mouvements pluriséculaires, la théorie unifiée de l'histoire est une forme de macrohistoire.
La théorie dispose que, dans les premières phases du développement économique, les économies sont restées bloquées dans une trappe malthusienne. Avant la Révolution industrielle, en effet, la croissance démographique était plus élevée que la croissance de la richesse, ce qui avait pour conséquence une stagnation de la richesse par tête. La phase post-malthusienne a lieu lorsque la révolution et l'urbanisation se conjuguent ; les entreprises souhaitent recruter plus de travailleurs qualifiés, ce qui incite les écoles à former de manière plus approfondie leurs étudiants. Cela augmente la formation de capital humain, et stimule par la suite le progrès technique.

## Vérification empirique
La théorie unifiée de la croissance a fait l'objet de vérifications empiriques qui ont, en grande partie, confirmé plusieurs de ses intuitions et affirmations. Ainsi, la croissance du progrès technologique à l'ère pré-industrielle a bien eu un effet stimulant sur la démographie, mais pas sur le revenu. Aussi, l'effet positif du progrès technologique sur la formation de capital humain est prouvé dans le cas de l'Angleterre et de la France. L'effet de l'augmentation de la demande en capital humain sur le déclin de la fertilité a été prouvé dans les cas de l'Angleterre, de la France, de la Chine, de l'Irlande et de la Prusse. La théorie a aussi fait l'objet de vérifications qualitatives.